# Александър Бончев
Александър Бончев (роден на 30 ноември 1965 г.) е бивш български футболист, флангови нападател. Основната част от кариерата му е свързана с Локомотив (София). През януари 1992 г. преминава в Дуисбург и така става първият българин в Бундеслигата. Играл е също за Дармщат, Левски (София), Карл Цайс (Йена) и Славия (София).
Има общо 4 мача за националния отбор на България, като играе в четири контроли на тима през януари и март 1988 г.

## Биография
Бончев започва кариерата си в Локомотив (София). Дебютира за първия отбор в А група през сезон 1983/84, като в средата на 80-те години на ХХ век е смятан за един от най-перспективните млади футболисти в България. Заради невероятната си бързина получава прозвището „Сина на вятъра“. През лятото на 1985 г. е включен от селекционера Борис Ангелов в състава на младежкия национален отбор за Световното първенство в СССР, където участва в 3 срещи, а България достига до четвъртфиналите. През сезон 1985/86 се утвърждава като основен футболист в състава на Локомотив (София). Остава в клуба до есента на 1991 г., като записва общо 160 мача и бележи 38 гола в А група. Изиграва също 6 мача и бележи 1 гол в Купата на УЕФА.
През януари 1992 г. Бончев е трансфериран в елитния германски Дуисбург, като Локомотив получава за правата му 300 000 DM. Така става първият български футболист в Бундеслигата. Дебютира официално на 21 февруари 1992 г. при гостуване на Карлсруе. Влиза на терена като резерва още в 8-ата минута, но в началото на второто полувреме е заменен заради контузия. До края на сезона записва само още едно участие в последния кръг срещу Борусия (Дортмунд). През януари 1993 г. Бончев е преотстъпен във втородивизионния Дармщат. Изиграва 17 мача във Втора Бундеслига и бележи един гол срещу Карл Цайс (Йена) на 16 май 1993 г.
В следващите две години често получава контузии. Играе за кратко в Левски (София), в Карл Цайс (Йена) в Трета Бундеслига, както и за Славия (София). В края на 1995 г. прекратява кариерата си едва на 30-годишна възраст.

## Статистика по сезони
| Сезон    | Отбор          | Първенство       | Мачове | Голове |
| -------- | -------------- | ---------------- | ------ | ------ |
| 1983/84  | Локомотив (Сф) | А група          | 7      | 0      |
| 1984/85  | Локомотив (Сф) | А група          | 10     | 1      |
| 1985/86  | Локомотив (Сф) | А група          | 26     | 5      |
| 1986/87  | Локомотив (Сф) | А група          | 30     | 13     |
| 1987/88  | Локомотив (Сф) | А група          | 30     | 6      |
| 1988/89  | Локомотив (Сф) | А група          | 8      | 2      |
| 1989/90  | Локомотив (Сф) | А група          | 21     | 6      |
| 1990/91  | Локомотив (Сф) | А група          | 24     | 5      |
| 1991/ес. | Локомотив (Сф) | А група          | 4      | 0      |
| 1992/пр. | Дуисбург       | Първа Бундеслига | 2      | 0      |
| 1992/ес. | Дуисбург       | Втора Бундеслига | 0      | 0      |
| 1993/пр. | Дармщат        | Втора Бундеслига | 17     | 1      |
| 1993/94  | Левски (Сф)    | А група          | 4      | 0      |
| 1994/95  | Карл Цайс      | Трета Бундеслига | 4      | 0      |
| 1995/ес. | Славия (Сф)    | А група          | 3      | 0      |